# Xeronycteris vieirai
Xeronycteris vieirai é uma espécie de morcego da família Phyllostomidae. Endêmica do Brasil, onde pode ser encontrada no biomas do Cerrado e Caatinga no interior do centro e Nordeste do Brasil. É a única espécie descrita para o gênero Xeronycteris.

## Taxonomia
A espécie foi descrita em 2005 com base em crânios e peles depositados no Museu de Zoologia da USP. Uma análise morfológica mostrou que a espécie é similar ao morcego Platalina genovensium, que ocorre somente em áreas desérticas no oeste do Peru e Chile, a oeste dos Andes.
O nome da espécie é uma homenagem ao mastozoólogo brasileiro Carlos Vieira.